# Ludwig Ferdinand Hesse

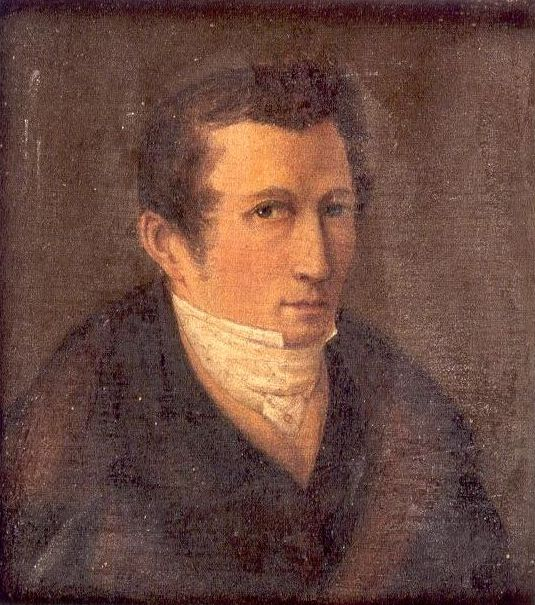
Ludwig Ferdinand Hesse, um 1845, vermutlich Eduard Gaertner

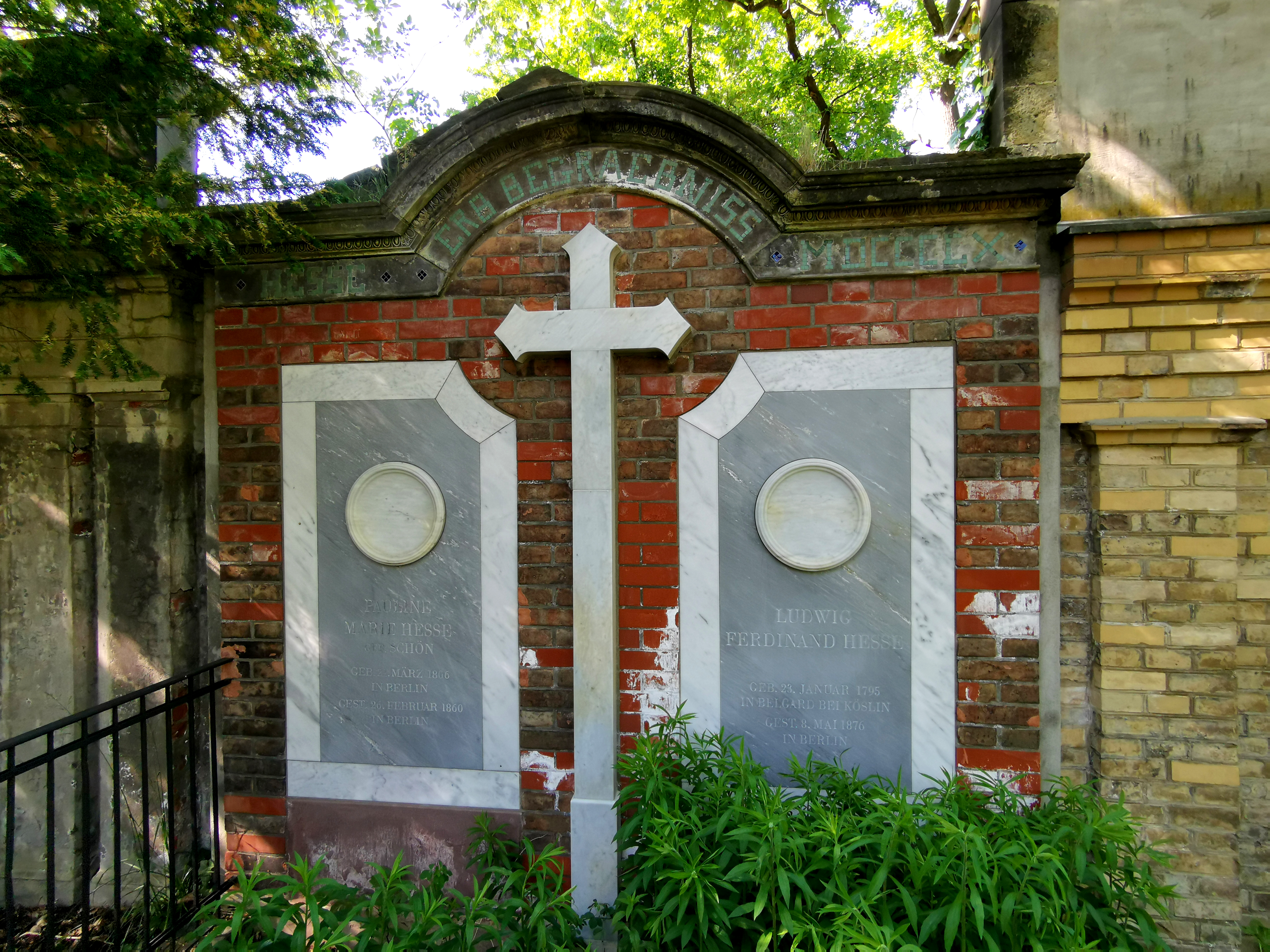
Grab auf dem Dreifaltigkeitsfriedhof I (Friedhöfe vor dem Halleschen Tor) in Berlin-Kreuzberg

Ludwig Ferdinand Hesse (* 23. Januar 1795 in Belgard a. d. Persante; † 8. Mai 1876 in Berlin) war ein deutscher Baumeister, Hofarchitekt und Maler, der in Berlin und hauptsächlich Potsdam tätig war.

## Leben und Wirken
Ludwig Ferdinand Hesse wurde als drittes Kind des Fleischermeisters und Landwirts Johann Georg Hesse und dessen Ehefrau Dorothea Maria, geborene Nöske im pommerschen Belgard geboren. Nach dem Tod der Mutter kam er mit 13 Jahren zu einem Onkel, der Vermessungsrevisor war. Bei ihm erhielt Hesse eine Ausbildung zum Feldmesser und Unterricht in Architektur- und Planzeichnen. Nach einer Anstellung bei der Regierung in Köslin folgte von 1819 bis 1820 der Militärdienst in Berlin mit gleichzeitigem Studium an der Bauakademie und der Universität, das er im April 1820 mit dem Feldmesserexamen abschloss.
Nach dem Studium trat er eine Stelle als Kondukteur in der Ministerial-Baukommission an, zunächst bei Baurat Johann Gottlieb Schlaetzer und nach dessen Tod 1824 bei Johann Friedrich Moser. Die zweite Prüfung zum Baumeister legte er vor einer Prüfungskommission des Oberbaudepartements im Juni 1825 mit dem sogenannten „Examen der Baukunst“ ab. Anschließende Studienreisen führten ihn 1828 nach Österreich, Süddeutschland und an den Rhein, um als Mitglied in der Bauleitung der Friedrichswerderschen Kirche Kenntnisse über Gewölbebauten zu gewinnen. Ab 1828 führte er den Kirchenbau unter Karl Friedrich Schinkels Leitung zu Ende.
Eine Anstellung in Potsdam als Wegebaumeister, mit der Zuständigkeit für die Chausseen nach Berlin und Charlottenburg, folgte ab dem 1. August 1830 und am 1. September 1831 die Stelle als Bauinspektor in der Berliner Ministerial-Baukommission, wo er 1832 zum Hofbauinspektor befördert wurde. Zur Weiterbildung unternahm er 1834 bis 1835 weitere Studienreisen nach Italien, Sizilien, Frankreich, Belgien, England, Irland und Schottland sowie von 1838 bis 1839 nach Russland, Finnland, Schweden und Dänemark. Auf seinen Reisen entstanden Architekturskizzen, Landschaftsmalereien in Öl und Kopfstudien, die teilweise auf Berliner Akademieausstellungen gezeigt wurden.
1844 holte ihn Friedrich Wilhelm IV. nach Potsdam, wo er bis 1863 am Hofbauamt tätig war. Neben Aufträgen im privaten Villenbau, entwarf Hesse Zeichnungen nach Skizzen des Königs zur architektonischen Verschönerung der Residenzstadt und der Parkanlage Sanssouci. Wegen fehlender finanzieller Mittel konnten jedoch nicht alle Pläne des „Romantikers auf dem Thron“ ausgeführt werden. Hesse arbeitete mit namhaften Architekten seiner Zeit zusammen, wie Ludwig Persius oder Friedrich August Stüler, errichtete aber auch Bauten nach eigenen Entwürfen. Am 16. Januar 1847 wurde er Hofbaurat und am 12. Januar 1859 zum Oberhofbaurat ernannt. Seine Kenntnisse publizierte Hesse 1854 unter den Titeln Sanssouci und seine Architekturen unter Friedrich Wilhelm IV und Ausgeführte ländliche Wohngebäude sowie 1855 Ausgeführte städtische Wohngebäude in Berlin. Zu Studienzwecken reiste er 1862 erneut nach London und Paris und bekam im selben Jahr das Berliner Stadtbauressort übertragen. Nach dem Tod Friedrich August Stülers wurde er 1865 dessen Nachfolger als Direktor der Berliner Schlossbaukommission und erhielt am 6. Mai die Ernennung zum Geheimen Oberhofbaurat.
Ludwig Ferdinand Hesses Hauptwohnsitz war in Berlin, wo er am 30. Dezember 1826 in der Dreifaltigkeitskirche in Berlin-Friedrichstadt die 18-jährige Adoptivtochter seines ehemaligen Chefs Johann Gottlieb Schlaetzer heiratete. Aus der Ehe mit Pauline Marie Schön, adoptierte Schlaetzer, gingen sechs Kinder hervor, von denen zwei kurz nach der Geburt starben. Seine zwei Söhne, der 1827 geborene Carl und der 1829 geborene Rudolf, erlernten später den Beruf des Vaters. Die Hesses wohnten zunächst für zwei Jahre in der heutigen Taubenstraße und zogen 1828 in Paulines Elternhaus in der Wilhelmstraße 100, das sie 1846 erbte. Er war der Onkel mütterlicherseits des berühmten Arztes, Anthropologen und Politikers Rudolf Virchow. Für Virchows frühen Jahre in Berlin als Medizinstudent, war er eine wichtige Bezugsperson, da er ihn in das Berliner Bürgertum einführte.
Pauline Hesse starb 1860 im Alter von 53 Jahren, Ludwig Ferdinand Hesse 1876 81-jährig an einem Gehirnschlag, kurz nach einer Baubesichtigung des Berliner Schauspielhauses am Gendarmenmarkt. Die Beisetzung erfolgte in einem Erbbegräbnis auf dem Dreifaltigkeitsfriedhof I vor dem Halleschen Tor. Die Wandgrabanlage ist – in restauriertem und ergänztem Zustand – erhalten.
Die Stadt Potsdam ehrte ihn in der Nauener Vorstadt mit der Hessestraße.

## Mitgliedschaften
- 1825 Mitglied im „Berlinischen Künstlerverein“
- 1838 Mitglied der technischen Sektion an der Charité
- 1843 Mitglied der Berliner Akademie der Künste
- 1846 Mitglied des Berliner Architektenvereins (Beitritt am 4. April unter Mgl.-Nr. 591)
- 1852 Vorsitzender der Baugesellschaft Alexandra Stiftung
- 1866 Berufung in den Senat der Akademie der Künste
- 1866 korrespondierendes Mitglied der Académie des Beaux-Arts, Section d’Architecture, Paris
- 1871 bis 1873 Vorsitzender in der 1847 von Friedrich August Stüler gegründeten „Berliner gemeinnützigen Baugesellschaft“

## Bauwerke (Auswahl)

### Berlin

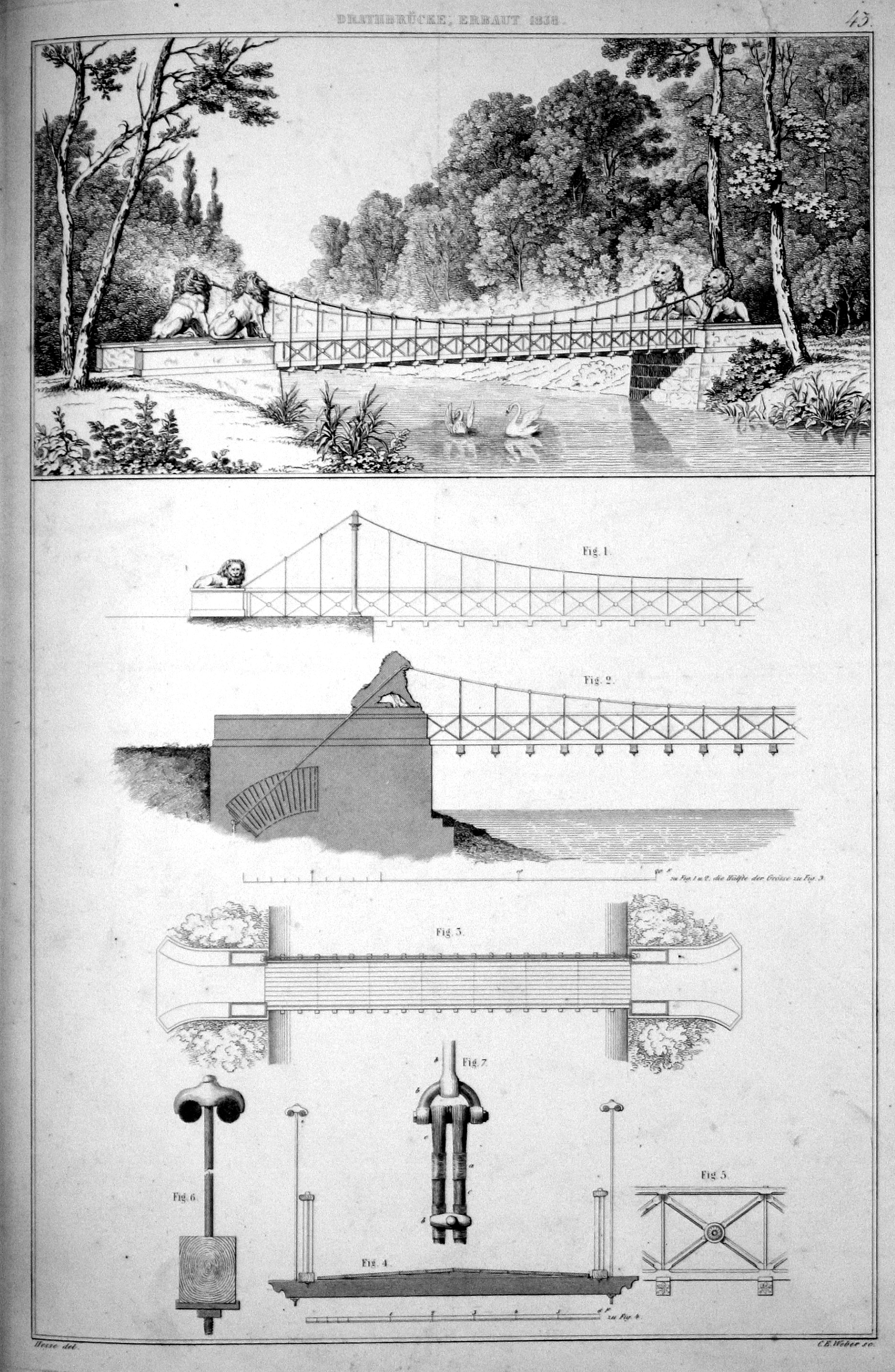
Ansicht, Schnitte, Grundriss und Details zur Löwenbrücke, publiziert im Architektonischen Album

- 1822–1823 Umbauarbeiten an der Gold- und Silbermanufaktur am Wilhelmplatz 79 (1945 zerstört)
- 1824–1830 Mitarbeit in der Bauleitung an der Friedrichswerderschen Kirche nach Entwürfen von Karl Friedrich Schinkel
- 1831–1832 Bauleitung bei der Versetzung der Unterbaumbrücke, später Kronprinzenbrücke (1945 zerstört, 1992–1996 Neubau) und am Koppenkanal
- 1831–1834 Neue Charité (nicht erhalten)
- 1833–1835 Umbau Logengebäude für die Große National-Mutterloge „Zu den drei Weltkugeln“ in der Splittgerbergasse 3
- 1834 Umbau im Mittelbau und im Neuen Flügel des Schlosses Charlottenburg
- 1834 Entwurf für das Grabmal Friedrich Schleiermacher, Dreifaltigkeitskirchhof II Berlin-Kreuzberg
- 1836 eiserne Dachkonstruktion am Speicher der Zuckersiederei Schickler, Stralauer Straße / Ecke Alexanderstr. 13–17
- 1836–1837 Pockenhaus der Charité (ältestes erhaltenes Gebäude der Charité), unter Denkmalschutz
- 1838–1839 Waschhaus der Charité (nicht erhalten)
- 1838 Löwenbrücke im Großen Tiergarten, unter Denkmalschutz
- 1839–1840 Hauptgebäude der Tierarzneischule, Luisenstraße 56
- 1840 Medizinische Pferdeklinik (Chirurgische Klinik), Luisenstraße 56, unter Denkmalschutz
- 1840–1842 Fertigstellung des Grabmals für Jean Pierre Frédéric Ancillon auf dem Französischen Friedhof. Nach einem Entwurf von Karl Friedrich Schinkel, ausgeführt durch Christian Gottlieb Cantian
- 1841–1842 Erweiterung des Mausoleums im Schlosspark Charlottenburg durch Querflügel, Apsis und neuer Fassade (alte Fassade auf die Pfaueninsel umgesetzt)
- 1851–1852 Sommerlazarett der Charité (nicht erhalten)
- 1865–1867 Elisabeth-Diakonissen- und Krankenhaus, Lützowstr. 24–26
- 1865–1875 Um- und Ergänzungsbauten im Berliner Stadtschloss

### Potsdam
- 1843–1844 Umbau Meierei im Neuen Garten, Bauleitung nach Entwurf von Ludwig Persius
- 1843–1848 Mitarbeit beim Ausbau der Seitenflügel des Marmorpalais
- 1845–1849 Umbau des Palast Barberini am Alten Markt mit Gustav Emil Prüfer, nach einem Entwurf von Ludwig Persius (1945 zerstört, 2015/16 rekonstruiert)
- 1845 gläserne Zwiebelkuppel auf dem Palmenhaus der Pfaueninsel. Entwurf wahrscheinlich Karl Friedrich Schinkel (1880 durch Großbrand zerstört)

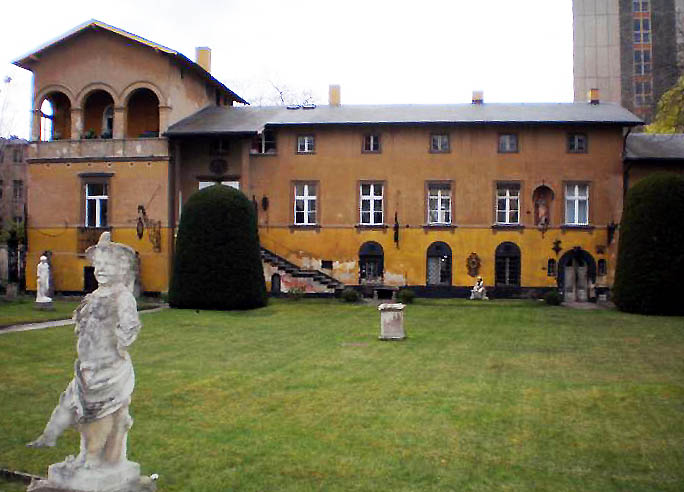
Villa Heydert

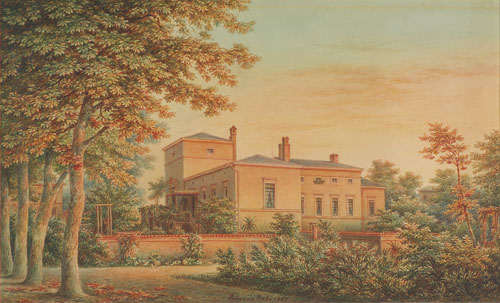
Wohnhaus am Parkeingang Charlottenhof (Umbau 1846)

- 1846 Zinnenbekrönung am Gebäude der Garde-Ulanen-Kaserne am Luisenplatz (heute: Sitz der Mittelbrandenburgischen Sparkasse)
- 1846/47 Villenensemble „Koch‘sche Häuser“, Jägerallee 28/29. Erbaut im Auftrag des Bildhauers, Stuckateurs und Tonfabrikanten Friedrich Wilhelm Koch (1815–1889). In den 1870er und 1880er Jahren Umbau und Erweiterung durch Maurermeister Rudolf Mangelsdorff († 1921)
- 1847 Bayrisches Haus auf dem Schäfereiberg im Wildpark
- 1847/48 Umbau des Mühlenhauses. Entwurf von Ludwig Persius
- 1847–1849 Winzerhaus auf dem Mühlenberg oberhalb des Triumphtors, Gregor-Mendel-Str. 25
- 1847–1863 Belvedere auf dem Pfingstberg, Entwürfe in Zusammenarbeit mit Friedrich Wilhelm IV., Ludwig Persius und Friedrich August Stüler
- 1847–1862 Mitarbeit an der Planung zum Höhenstraßenprojekt (nicht ausgeführt)
- 1849 Wohnhaus, Weinbergstr. 12
- 1849–1850 Umbau des älteren Brückenpächterhauses am Neuen Garten zu einer Turmvilla, Behlertstr. 32
- 1850–1851 Triumphtor am Fuße des Mühlenbergs, in Zusammenarbeit mit Friedrich August Stüler
- um 1850 Wasserspiel in Form eines Tempelchens am Triumphtor. Figur einer Danaide (verschollen) von Franz Woltreck
- 1850 Schulhaus nahe dem Krongut Bornstedt
- 1850–1852 „Alte Neuendorfer Kirche“ am Neuendorfer Anger, Potsdam-Babelsberg, Entwurf nach Skizzen Friedrich Wilhelms IV.
- 1850 Turmvilla im italienischen Villenstil für den Küchenmeister Piechowski, Reiterweg 3
- 1853 Turmanbau an der 1837/38 erbauten Villa Persius (Villa Persius-Keller 1945 zerstört, Grundstück Hegelallee 29/Ecke Schopenhauerstr.)
- 1854 Belvedere (Monopteros) auf dem Kahlen Berg bei Potsdam-Eiche
- 1854–1855 mehrstufiger Schalenbrunnen mit Figurengruppe auf dem Luisenplatz (1903 gegen ein Standbild des Kaisers Friedrich III. mit kleinerer Brunnenanlage ausgetauscht)
- 1854–1855[4] Umbau Hofgärtnerhaus Heydert (auch Thiemann-Villa, oder Thiemann-Haus) im italienischen Villenstil, Friedrich-Ebert-Str. 83
- 1855–1856 Wohnhaus Maetzke, heute „Hotel am Jägertor“ (stark verändert), Hegelallee 11
- 1856 „Einsiedelei“, An der Einsiedelei (letzte Potsdamer Turmvilla im italienischen Stil)
- 1859–1860 Schloss Lindstedt, Entwürfe in Zusammenarbeit mit Ludwig Persius, Friedrich August Stüler und Ferdinand von Arnim
- 1859/60 Umbau der Zichorienmühle in ein Wohngebäude, Schiffbauergasse 2–4 (heute neben dem Hans Otto Theater)

### Park Sanssouci

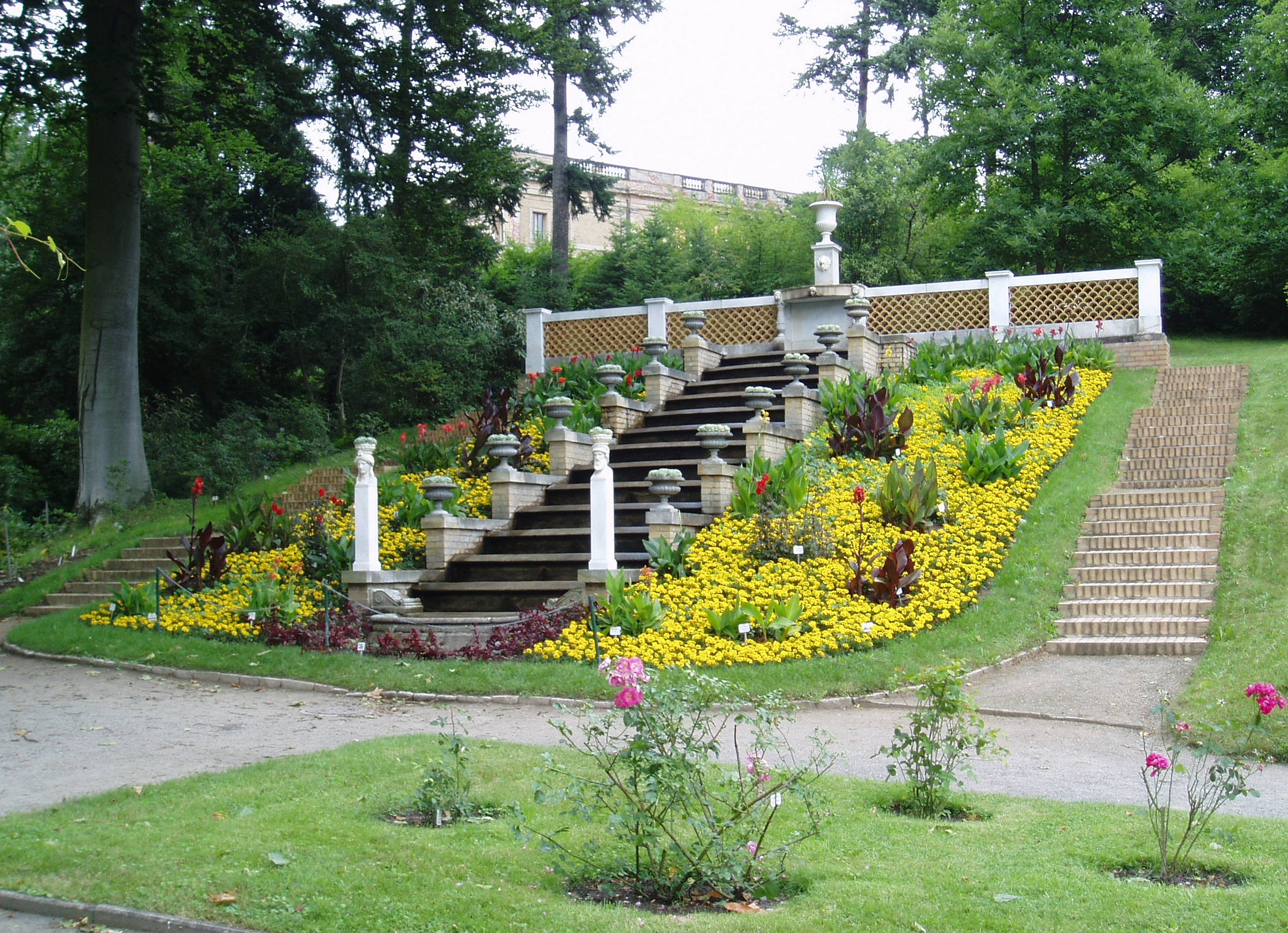
Wasserkaskade im Paradiesgarten. Im Hintergrund der westliche Eckpavillon des Orangerieschlosses

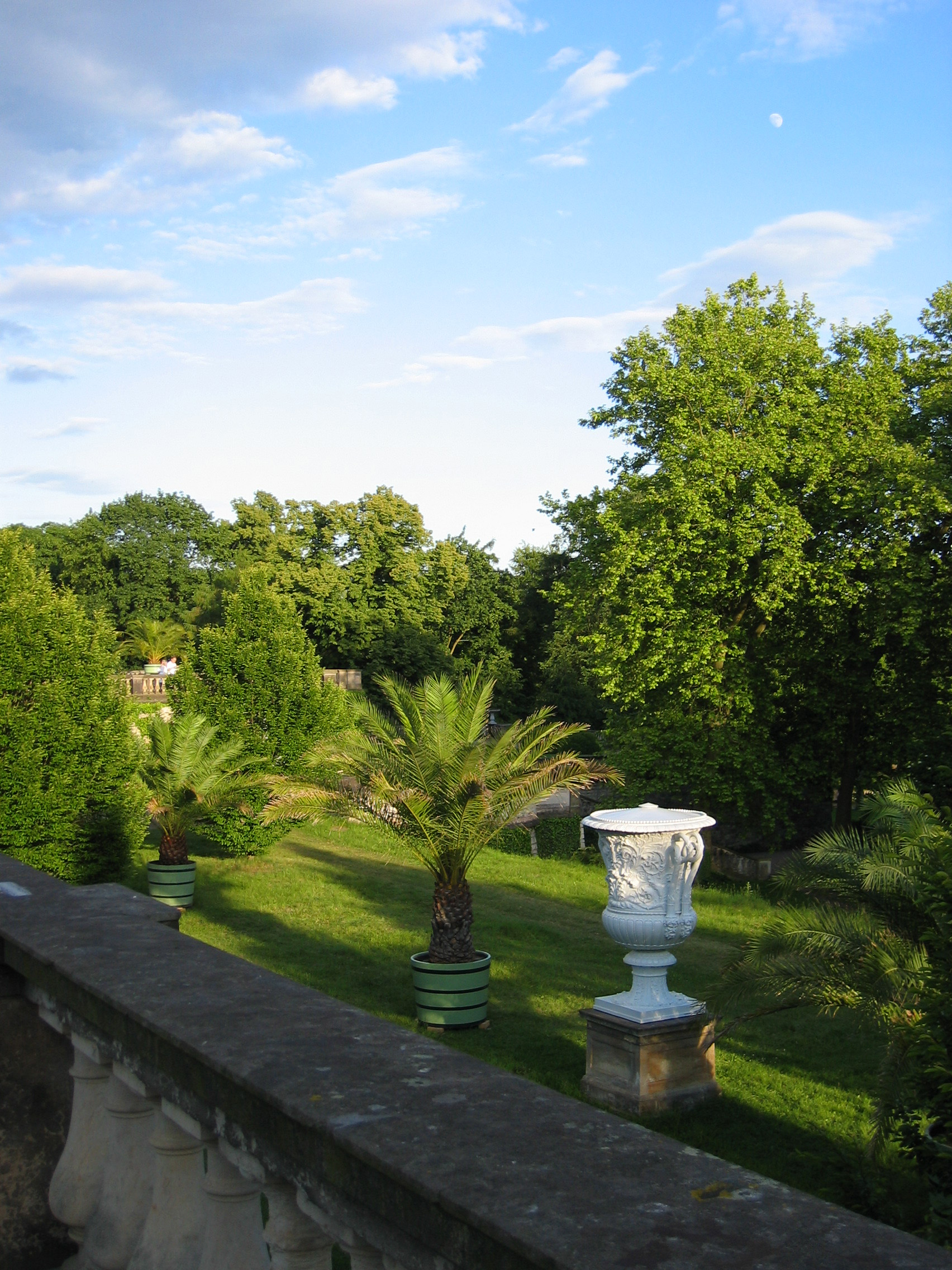
Monumentalvase aus Zinkguss von 1848. Seit 1862 auf der mittleren Terrasse vor dem Orangerieschloss

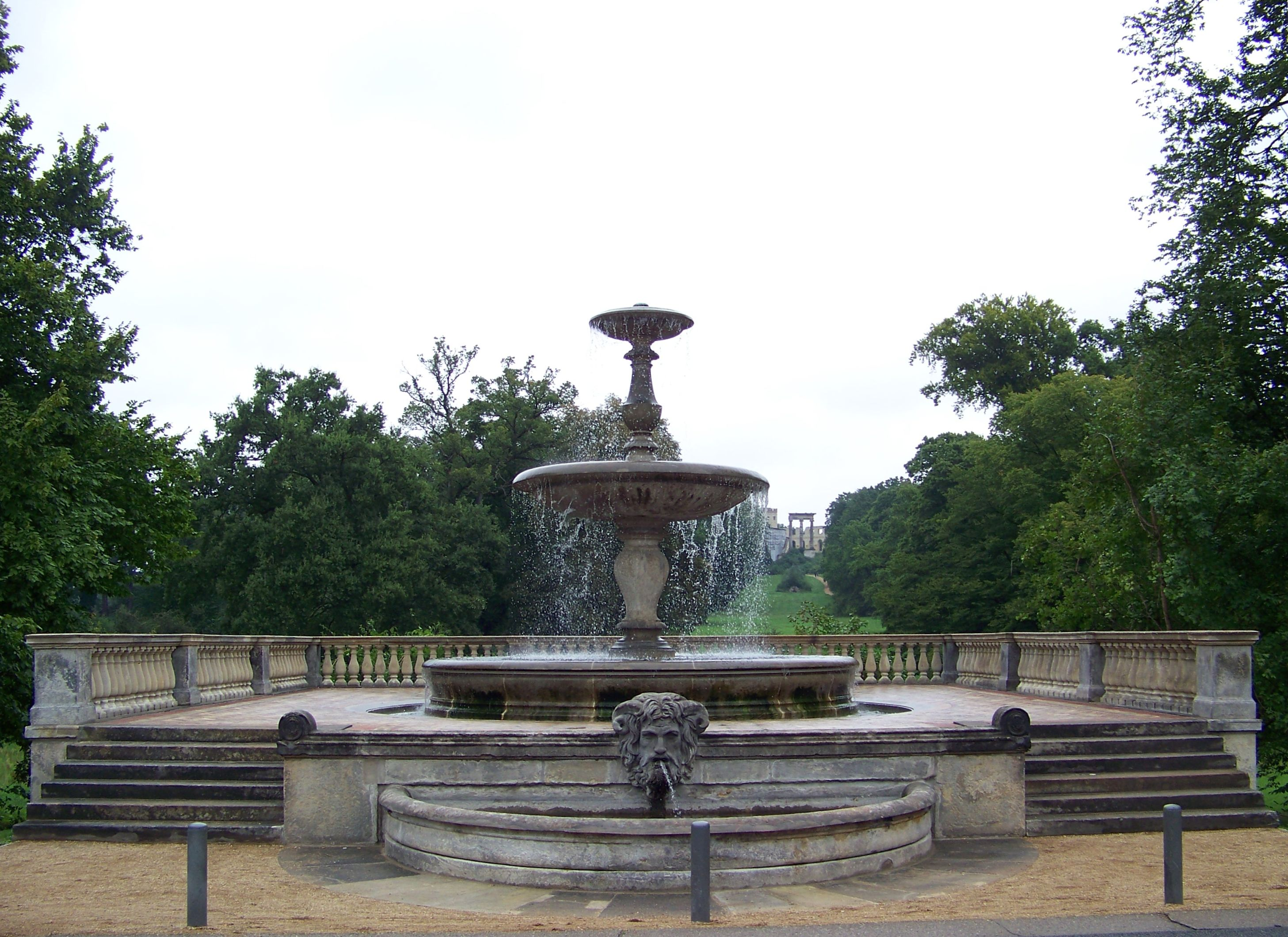
Der sogenannte Rossbrunnen

- ab 1840 Umgestaltungsarbeiten an den Neuen Kammern
- 1844–1846 Bauleitung beim Umbau des Küchengärtner-Wohnhauses zur Villa Illaire, nach Entwürfen von Ludwig Persius
- 1845–1854 Friedenskirche im Park Sanssouci, Bauleitung mit Ferdinand von Arnim nach Plänen von Ludwig Persius und Friedrich August Stüler sowie die Königsgruft 1861–1864 und die Ausgangspforten: 1850–54 Säulentor, 1851/52 Dreikönigstor an der Schopenhauerstraße und 1854 das Grüne Gitter
- 1846 Marmorkaskade im Paradiesgarten
- 1846 Wohnhaus am Parkeingang zum Charlottenhofer Abschnitt der Parkanlage Sanssouci, heute: Geschwister-Scholl-Straße 35
- 1847 Wohnhausumbau in der Maulbeerallee für die Witwe des Architekten Ludwig Persius. Heute Institutsgebäude der Universität Potsdam im Botanischen Garten
- 1847–1849 Mühlenhaus neben der Historischen Mühle von Sanssouci nach Entwürfen von Ludwig Persius
- 1854 Weißblaue Glassäule mit vergoldetem Zinkgusskapitell für den Marlygarten, die Roseninsel im Starnberger See und die Zarininsel im Kolonistenpark, Peterhof. Bekrönt mit der vergoldeten Zinkgussfigur Mädchen mit Papagei nach dem Entwurf von Heinrich Berges, ausgeführt von Siméon Pierre Devaranne
- 1847–1850 Umgestaltungen der oberen Terrasse und unterhalb der Bildergalerie u. a. Wasserspiel mit antiker Granitwanne, Baldachinfontäne, Puttenmauer, Kaskade und Wiederherstellungsarbeiten an der Neptungrotte
- 1848 acht halbrunde Marmorbänke um die Große Fontäne im Französischen Figurenrondell unterhalb der Weinbergterrassen. Ausgeführt in Carrara.
- 1848 vier marmorne Brunnenwände im Parterre unterhalb der Weinbergterrassen. Ausgeführt in Carrara
- 1850 Umbau des Gebäudes der Gartendirektion unterhalb des Schlosses Sanssouci (ehem. Wohn- und Amtssitz von Peter Joseph Lenné, heute: Schlösser- und Gartendirektion der SPSG)
- 1851–1864 Orangerieschloss, insbesondere Gestaltung der Innenräume. Entwurf Friedrich Wilhelm IV., Ausführung in Zusammenarbeit mit Friedrich August Stüler
- 1852 Viehtränke, sog. „Rossbrunnen“, an der Maulbeerallee unterhalb des Ehrenhofs von Schloss Sanssouci. Entwurf von Hesse nach einer Skizze Friedrich Wilhelms IV.
- 1851 Froschfontäne, Knabenfigur (Entwurf Stüler) und Froschmodelle von Friedrich Wilhelm Dankberg (kurz nach 1900 entfernt)
- 1861–1862 Marstall unterhalb der Historischen Mühle (heute: Besucherzentrum)
- 1862 Remise unterhalb des Mühlenhauses
- Verschiedene Entwürfe für Zinkvasen. Erhalten sind zwei Exemplare auf der mittleren Terrasse vor dem Orangerieschloss. Ausführung: Friedrich Wilhelm Dankberg, Guss: Simeon Pierre Devaranne

### Weitere
- ab 1843 Jagdschloss Letzlingen (Sachsen-Anhalt) in Zusammenarbeit mit Friedrich August Stüler, 1865 Kavalierhaus, 1868/69 Kastellanhaus
- 1868–1870 Gutachten und Restaurierungsarbeiten am Schloss Benrath, Düsseldorf
- 1871 Treibhaus und Gärtnerwohnhaus am Schloss Homburg in Bad Homburg vor der Höhe (Hessen)
- Entwürfe für Möbel, Raumdekorationen und Eisenkunstguss